# Черток, Семён Маркович
Семён (Шимон) Маркович Черток (20 апреля 1931, Москва — 28 сентября 2006, Иерусалим) — советский и израильский кинокритик, редактор, публицист, журналист.

## Биография
Родился 20 апреля 1931 года в Москве в семье Марка Семёновича Чертока и его жены, Анны Вениаминовны. В 1953 году окончил Московский государственный юридический институт.
С 1962 по 1964 год был специальным корреспондентом, а с 1964 по 1975 год – заведующим отделом информации редакции журнала «Советский экран».
С 1964 по 1973 год был составителем ежегодника «Экран».
С 1976 по 1978 год работал научным сотрудником в Научно-исследовательском институте теории и истории кино Госкино СССР.
Печатался с 1956 года. Опубликовал более тысячи статей и рецензий
 в газетах и журналах «Советская Латвия», «Советская культура», «Литературная газета», «Вечерняя Москва», в журналах «Огонек», «Юность», «Смена», «Знамя», «Октябрь», «Советиш геймланд», «Литературная Грузия», «Музыкальная жизнь», «Советская музыка», «Москва», «Вопросы литературы», «Советское фото», «Искусство», «Театральная жизнь», «Театр», «Искусство кино», «Советский экран» и других. 
Печатался также в газетах и журналах Болгарии, Польши, ГДР, Чехословакии, Румынии, Югославии, Сенегала.
Член Союза журналистов СССР и Союза кинематографистов СССР.
В 1979 году репатриировался в Израиль. С 1979 по 1996 год под псевдонимом Шимон Ширтов работал корреспондентом и редактором в русском отделе радиостанции «Голос Израиля». Был израильским корреспондентом русской службы Би-Би-Си, сотрудничал с радиостанцией «Голос Америки», радиостанциями Нью-Йорка, Лос-Анджелеса, Чикаго и др.
В израильской русскоязычной периодике часто печатался в журналах «Круг», «Алеф», «Народ и земля», «Израиль сегодня», в альманахе «Ковчег», а также в зарубежных журналах: «Обозрение», «Континент», «Страна и мир», «Грани». С 1981 по 1997 год был израильским корреспондентом газеты «Новое русское слово» (Нью-Йорк) и «Русская мысль» (Париж).
Член Союза журналистов Израиля, Союза писателей Израиля и Международной федерации журналистов.
В 2012 году его дочь, Ольга Черток, сняла документальный фильм «Мой папа Семён Черток» (Израиль, 47 мин).

### Книги
- Экран 1964 / Сост. М. Долинский и С. Черток. – М.: Искусство, 1965. – 388 с.
- Экран, [1965 : сборник / сост. и авт. интервью М. Долинский, С. Черток; предисл. Л. Кулиджанова]. Москва: Искусство, 1966. – 326 с.
- Экран, [1966–1967: сборник / сост. и авт. интервью М. Долинский, С. Черток; предисл. Л. Кулиджанова]. – Москва: Искусство, 1967. – 343 с.
- Экран, [1967–1968] [Сборник / Составление и интервью - М. Долинский и С. Черток]. – М.: Искусство, 1968. – 287 с.
- Экран, 1969—1970: сборник / сост. С. Черток. - М. : Искусство, 1970. — 271 с.
- Экран, 1971—1972: сборник / Сост. С. Черток. – М.: Искусство, 1972. – 288 с.
- Экран, 1972—1973: сборник / сост. и авт. интервью С. Черток. — М.: Искусство, 1974. — 256 с.
- Звезды встречаются в Москве. Международный кинофестиваль в Москве. Фотоальбом / Авторы текста и составители М. Долинский и С. Черток. – Москва: Бюро пропаганды сов. киноискусства, 1967. – 180 с.
- Художник Борис Шаляпин. - Ленинград: Художник РСФСР, 1972. — 135 с.
- Зарубежный экран: Интервью. — Москва: Искусство, 1973. — 247 с.
- Начало: Кино Черной Африки. — Москва: [б. и.], 1973. — 84 с.
- Ташкентский фестиваль / С. Черток. — Ташкент: Изд-во лит. и искусства, 1975. — 191 с.
- Там-там XX века: Очерк о кино Черной Африки / Семен Черток. — Москва: Бюро пропаганды сов. киноискусства, 1977. — 79 с.
- Фестиваль трех континентов. — Ташкент: Изд-во лит. и искусства, 1978. — 184, [7] с.
- О кино и о себе. – София, 1979 (на болгарском языке).
- Последняя любовь Маяковского: С включением мемуаров Вероники Полонской / Семен Черток. - Ann Arbor (Mich.): Эрмитаж, 1983. — 123, [5] с.
- Стоп-кадры: Очерки о советском кино. — London: Overseas Publications Interchange Ltd, 1988. — 203 с.